# Square Carnot
Le square Carnot est un espace vert du 12e arrondissement de Paris.

## Situation et accès
Le site est accessible par l'esplanade Saint-Louis.
Il est desservi par la ligne 1 à la station Bérault.

## Historique
Le square Carnot a été réalisé après l'aménagement du quartier Carnot, vaste casernement de cavalerie implanté en face du château de Vincennes en 1889.
Il a été créé en 1890 avec une superficie actuelle de 9 714 m2.
Le jardin était séparé en deux parties dont ne subsiste que la partie ouest. Aménagé dans l'esprit des jardins haussmanniens, il en a conservé l'ambiance romantique.
Un petit cours d’eau artificiel traverse le jardin. Il est bordé de plantes vivaces (Hosta, Rodgersia, Ligularia, eupatoire…) au large feuillage et de plantes aquatiques, essentiellement des nymphéas, mais aussi des Equisetum, des Typha, des Cyperus, des Juncus.
Des végétaux de l’époque, seuls subsistent quelques arbres qui ont survécu à la tempête de 1999.
Parmi les témoins les plus anciens du square :
- un plaqueminier de Virginie (Diospyros virginiana) d’Amérique centrale, planté en 1875 ;
- un hêtre pleureur (Fagus sylvatica pendula) des États-Unis, planté en 1865, un des plus beaux sujets du square ;
- un thuya géant de Californie (Thuya plicata ‘atrovirens’) d’Amérique septentrionale, planté en 1912 ;
- un tulipier de Virginie (Liriodendron tulipifera), d’Amérique septentrionale, planté en 1862 ;
- deux platanes communs (Platanus x acerifolia) du sud des États-Unis, planté en 1918 ;
- et de plus jeunes individus tels un Araucaria et un magnolia.

Ce square est régulièrement distingué lors des concours des décorations florales estivales, événements internes à la Direction des espaces verts et de l’environnement qui mettent en concurrence les ateliers de jardinage.
En 2010, le square a obtenu la labellisation jardin écologique.

## Activités
Le parc est ouvert 24 h sur 24. Un toboggan et un jeu à ressorts sont destinés aux plus petits. Le square est accessible aux personnes à mobilité réduites.
Le cadre de ce jardin est particulièrement apprécié pour les photos de mariage.